# Lodià
El lodià o Jericó IX és una cultura ceràmica d'època neolítica present al Llevant meridional, que data de la primera meitat del V mil·lenni aC, Va existir paral·lelament a les cultures jarmukiana i nizzanim. La cultura lodiana apareix principalment en zones situades al sud del territori que ocupava la cultura jarmukiana: al Xefela i a l'inici de la plana costanera palestina; les muntanyes de Judea i a les regions desèrtiques al voltant del mar Mort.
La cultura de Jericó IX es defineix per la seva ceràmica distintiva. Va ser identificat per primera vegada per John Garstang durant les seves excavacions de l'estrat IX a Jericó. Thomas Levy va encunyar més tard el terme "lodià", canviant el jaciment tipus de Jericó al de Lod, excavat per primera vegada per Jacob Kaplan a la dècada de 1950. La relació entre la cultura lodiana i les altres dues cultures neolítiques de ceràmica del sud del Llevant, la jarmukiana i la cultura Uadi Rabah, s'ha debatut durant molts anys. Levy va argumentar que la lodiana hauria estat una tradició ceràmica de curta durada que va sorgir després del jarmukià i abans del Uadi Raba.

## Assentaments
La majoria dels assentaments coneguts associats a la cultura lodiana eren petits i efímers. Dels pocs jaciments que s'han trobat restes d'arquitectura, sembla que els habitants vivien en estructures circulars, semisubterrànies, arrodonides, de 2-3 metres de diàmetre, fetes amb tàpia. Al costat de les estructures hi havia moltes fosses excavades per aquests habitants. Mantenien animals domèstics, com ara ovelles, cabres, bovins i porcs, i també pescaven i caçaven la gasela salvatge. Se suposa que també van conrear els cultius típics del Neolític, com cereals i llegums, però no s'ha recuperat cap evidència arqueobotànica dels jaciments lodians que ho pugui confirmar.
Els jaciments amb material lodià són Jericó, Lod, Tel Megiddo, Ghrubba, Jesodot, Teluliot Bataixi, Tel Laquix, Tel Ali, Abu Zurayq, Uadi Xueib, Dhra′, Khirbet ed-Dharih, Nitzanim i En Esur.
S'han trobat molt pocs enterraments als jaciments lodians. És possible que els habitants haguessin eliminat les restes mortals d'altres maneres, o que haguessin utilitzat cementiris allunyats dels assentaments, com se sap que feia la posterior cultura Uadi Raba.

## Característiques
La ceràmica lodiana difereix lleugerament en forma i decoració de la ceràmica jarmukiana. Una de les diferències rellevants és una complexitat major en la preparació de la pasta i una varietat més alta en les formes dels vasos. Els gerros de ceràmica típics del lodià estan pintats i brunyits, amb motius geomètrics distintius. Un d'aquests tipus és el gerro Jericho IX, que es distingeix per marcar els aspectes més comuns de la cultura lodiana. Normalment aquest estàndard té una vora arrodonida, el coll acampanat i 2 nanses gruixudes amb forma de llaç que van de la part superior del coll fins a les espatlles.
La seva indústria lítica està dominada per eines d'ascla, incloent diversos tipus característics de puntes de fletxa (puntes Haparsa, Nizzanim i Herzlia) i fulles de falç. Els nuclis bipolars, comuns en cultures precedents, van desaparèixer durant el lodià. Les figuretes i altres objectes rituals són notablement rars en els conjunts lodians, a diferència del que passava amb el jarmukià. Les eines de sílex són semblants a les del jarmukià. Un tipus distintiu d'eina de sílex que és exclusiu del lodià és una falç rectangular, amb forma de petites fulles a pressió.